# 登別市立登別中学校
登別市立登別中学校（のぼりべつしりつのぼりべつちゅうがっこう）は、北海道登別市登別本町1丁目1-1に所在する公立の中学校。

## 沿革
- 1947年（昭和22年）5月1日、登別小学校に併置する形で開校[1]。
- 1949年（昭和24年）5月1日、新校舎に移転して独立[1]。
- 2004年（平成16年）3月、登別温泉中学校を統合[2]。